# Лазар Пејић
Лазар Пејић (Београд, 1944) српски је економиста, некадашњи редовни професор и декан Економског факултета, председник југословенског АИЕСЕЦ-а.

## Биографија
Рођен у Београду где је завршио основну школу и гимназију. На Економском факултету у Београду дипломирао 1968. године, магистрирао 1971. а докторирао 1976. године. Изабран за асистента на Економском факултету у Београду 1969. године. За доцента, на предмету "Економске доктрине" изабран је 1977. а за ванредног професора 1982. године.

## Друштвени ангажман
У друштвеном раду имао велики број различитих функција. Још као омладинац и студент био активан у организацији НО и Савезу студената, у културно-уметничким и спортским организацијама и активно се бавио спортом, шахом и музиком. Између осталог, био је председник Југословенског одбора АИЕСЕЦ-а, ширег састава Комисије за везе са иностранством ССЈ, члан управе КК "Партизан", омладински првак Београда у шаху (два пута), члан председништва и председник хора и члан Извршног одбора ОКУД "Иво Лола Рибар", председник Скупштине и потпредседник председништва ФК "Црвена звезда".

## Каријера и публикације
Био је председник и секретар више комисија на Економском факултету, председник Већа године, члан савета Центра за марксизам ОСК Београда, члан Савета Центра за марксизам Универзитета у Београду, члан Савета Политичке школе Градског комитета ОСК Београда.
Од 1981-1985. у два мандата биран је за продекана Економског факултета а од 1985-1987. био је декан Факултета.
Писац је већег броја књига и уџбеника: Југословенски меркантилисти (1988), Доктрине великих економиста, Јавни радови Реалност или утопија, Принципи економије (1988).